# Instant Replay (single)
Instant Replay is een nummer van de Amerikaanse zanger Dan Hartman uit 1979. Het is de eerste single van zijn gelijknamige derde soloalbum.
"Instant Replay" gaat over de vreugde en extase van het ontmoeten van de juiste vrouw, en samen met haar uitkijken naar de toekomst. Het nummer was Hartmans eerste solohit nadat hij in 1976 uit de Edgar Winter Group was gestapt. De single bereikte een bescheiden 29e positie in de Amerikaanse Billboard Hot 100. Ook in het Nederlandse taalgebied was het succes bescheiden; met een 28e positie in de Nederlandse Top 40, en een 25e positie in de Vlaamse Radio 2 Top 30.
De intro van de plaat, waarin wordt afgeteld van tien naar één, werd later door diverse radiostations als jingle gebruikt.